# Caryville (Floride)
Pour les articles homonymes, voir Caryville.
Caryville est une ville américaine située dans le comté de Washington en Floride.

## Démographie
| 1920 | 1930  | 1940 | 1950 | 1960 | 1970 |
| ---- | ----- | ---- | ---- | ---- | ---- |
| 440  | 1 022 | 279  | 525  | 730  | 724  |

| 1980 | 1990 | 2000 | 2010 | - | - |
| ---- | ---- | ---- | ---- | - | - |
| 633  | 631  | 218  | 411  | - | - |

Selon le recensement de 2010, Caryville compte 411 habitants. La municipalité s'étend sur 3,15 milles carrés (8,16 km2), dont 3,03 milles carrés (7,85 km2) de terres.